# Argyractis laurentialis
Argyractis laurentialis là một loài bướm đêm trong họ Crambidae.